# Епиграф (литература)
Епиграфът е кратък цитат, изведен от автора в началото на произведението му. Епиграфът като цитат от чужд текст разчита на авторитета на чуждия текст, пренася ценността на цитираната творба и престижа на нейния автор върху цитиращото произведение. Епиграфите увеличават възможностите на автора за морално въздействие, за предварително внушаване на идеята като формула, подготвяща читателя за същността на творбата.

## Примери
- Фьодор Достоевски в романа „Бесове“ използва за епиграф част от Евангелието от Лука.
- В романа си „Братя Карамазови“ Достоевски използва за епиграф цитат от Йоановото евангелие.
- Епиграфът на одата „Караджата“ – част от „Епопея на забравените“ – е цитат от стихотворението на Хр. Ботев „Хаджи Димитър“.
- Епиграфът на „Приказка за стълбата“ от Христо Смирненски е: Посветено на всички, които ще кажат: „Това не се отнася до мене!“.
- В „Доктор Фаустус“ Томас Ман използва за епиграф пасаж от втора песен на Дантевия „Ад“.